# Linden-Museum
Das Linden-Museum in Stuttgart am Hegelplatz ist ein staatliches Museum für Völkerkunde. Das Museum wird vom Land Baden-Württemberg getragen; die Landeshauptstadt Stuttgart beteiligt sich zur Hälfte an der Finanzierung. Es gehört zu den größten Völkerkundemuseen in Europa. Insgesamt beherbergt das Museum rund 160.000 Kunst-, Ritual- und Alltagsobjekte aus Afrika, Nord- und Lateinamerika, dem Islamischen Orient, Süd- und Südostasien, Ostasien sowie Ozeanien. Präsentiert werden Sonder- und Dauerausstellungen. Direktorin des Museums ist Ines de Castro. Das Budget des Museums lag 2008 bei 3,95 Millionen Euro.

## Geschichte

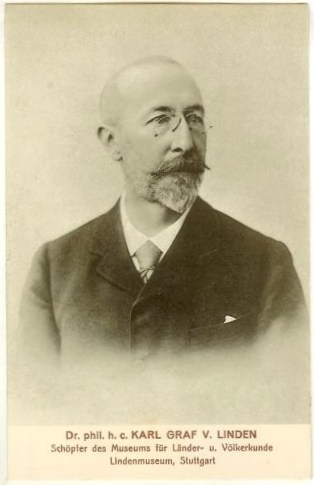
Graf Karl von Linden, Namensgeber des Linden-Museums Stuttgart

Führende Wirtschaftsvertreter aus der Region Stuttgart gründeten 1882 die Kolonialgesellschaft „Württembergischer Verein für Handelsgeographie und Förderung Deutscher Interessen im Ausland e. V.“ (später Gesellschaft für Erd- und Völkerkunde zu Stuttgart e. V.) mit dem Ziel der Förderung von Erdkunde, Wirtschaft und Kultur. Der Name des Museums geht auf den Vorsitzenden des Vereins, Graf Karl von Linden (1838–1910), zurück, der jedoch vor der Einweihung verstarb. Das gastliche Haus des Grafen war damals einer der Mittelpunkte des geistigen Lebens in Stuttgart. Im Jahre 1889 wandelte Linden das daraus hervorgegangene so genannte Handelsgeographische Museum in der Gewerbehalle in ein auf wissenschaftlichen Grundsätzen basierendes Völkerkundemuseum um. Maßgebliche finanzielle Beiträge zum Aufbau der Sammlung leistete auch der letzte württembergische König Wilhelm II.
Das noch heute genutzte neoklassizistische Gebäude wurde nach den Plänen des Architekten Georg Eser gemeinsam mit der Stuttgarter Architektensozietät Bihl & Woltz im Jahr 1911, nach rund 18 Monaten Bauzeit, fertiggestellt und am 28. Mai 1911 eröffnet. Zu diesem Zeitpunkt zählten die Sammlungen bereits rund 63.000 Objekte.
Über 60 Jahre wurde das Museum privat durch den Betreiberverein geführt. Das Land Baden-Württemberg und die Stadt Stuttgart übernahmen 1973 die öffentliche Trägerschaft für das Linden-Museum als Staatliches Museum für Völkerkunde. Die Gesellschaft für Erd- und Völkerkunde zu Stuttgart e. V. als Förderverein des Linden-Museums leistet weiterhin erd- und völkerkundlichen Vermittlungsarbeit.

### Inhaltliche Ausrichtung ab 2000

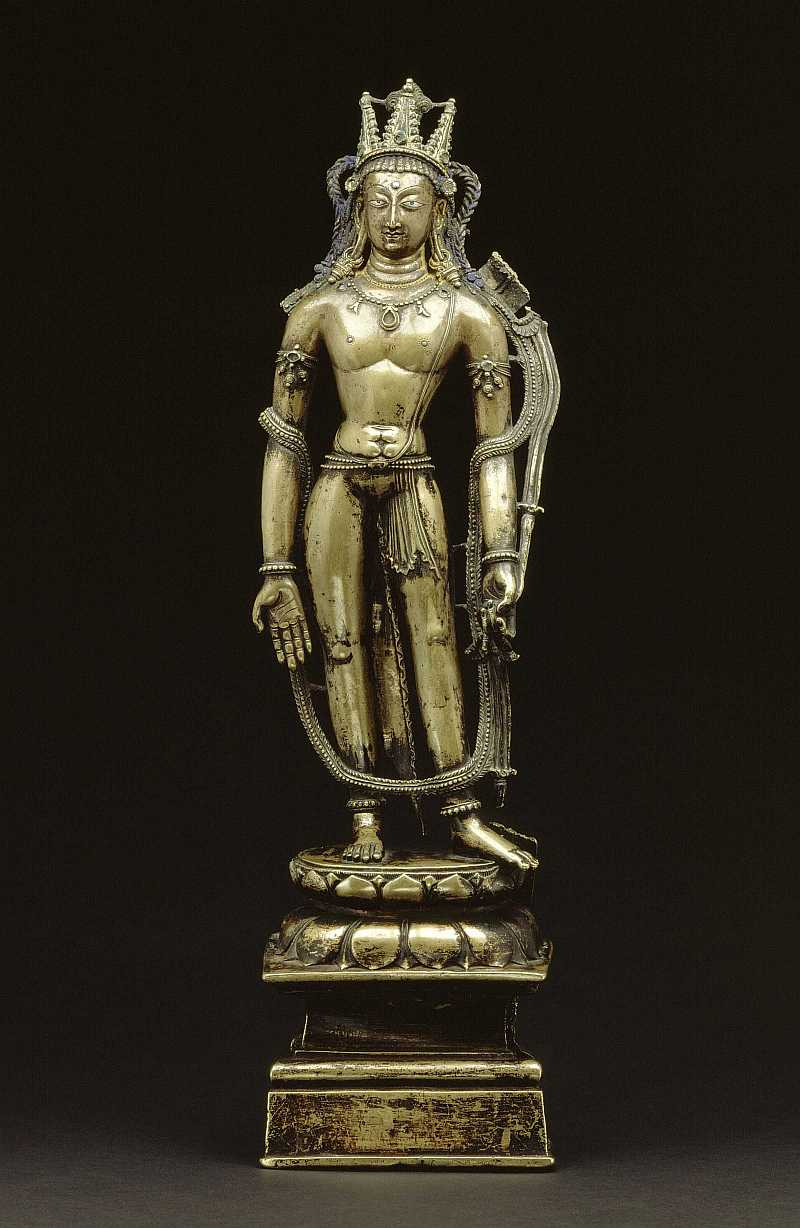
Bodhisattva Padmapani, Kashmir 10. Jh.

Das Linden-Museum zeigt die kulturelle Vielfalt, erschließt kulturelle Kontexte und erklärt deren gesellschaftliche Relevanz. Es behandelt Grundthemen der Menschheit wie Gesellschaft, Identität, Kulturwandel oder Glaubensvorstellungen. Das Museum versteht sich als Ort für das interkulturelle Lernen und die Begegnung mit anderen Kulturen. Begleitprogramme wie Workshops, Vorträge, Konzerte, Vorführungen von Tanz bis Zeremonie, Filme, Thementage, Kinderveranstaltungen und Spezialführungen ergänzen das Ausstellungsangebot. Für Schulen und Kindergärten sowie die Erwachsenenbildung gibt es ausdifferenzierte Führungsprogramme.

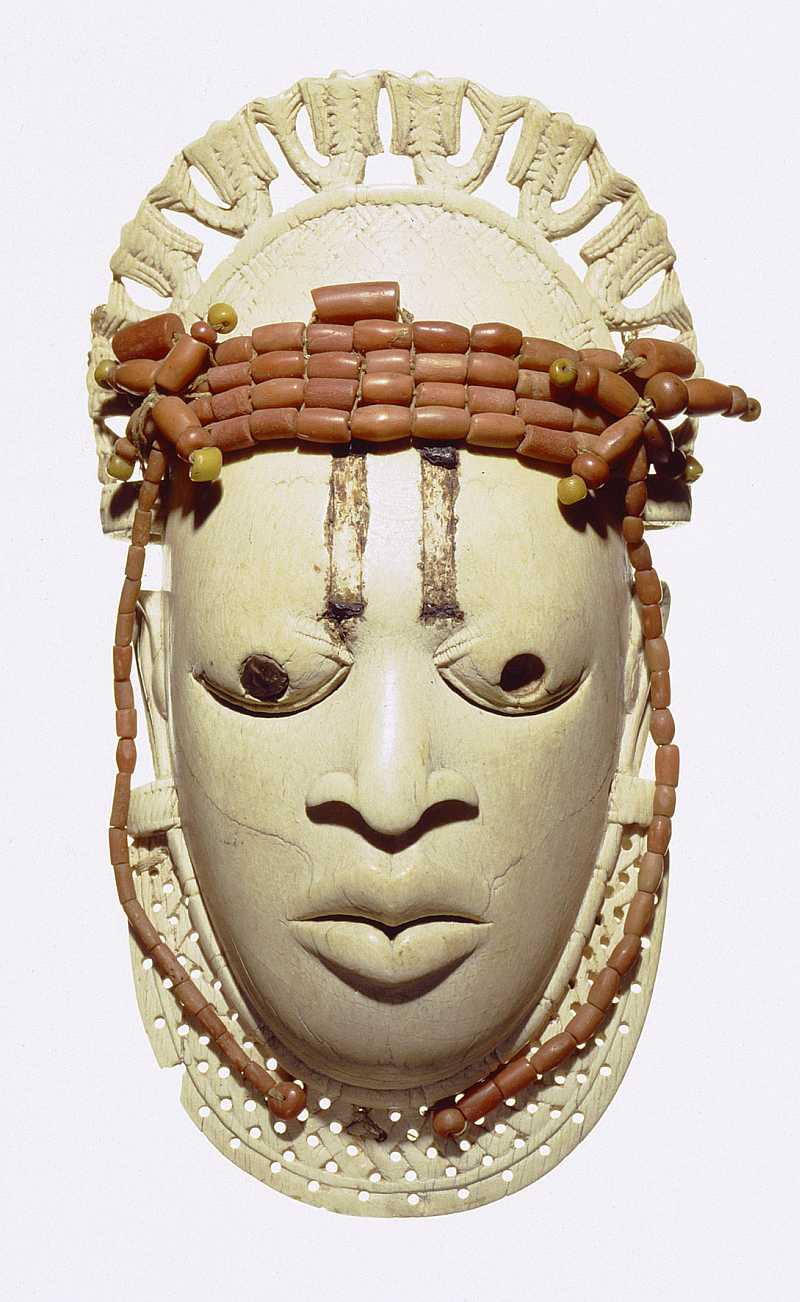
Idia-Elfenbeinanhänger, Edo / Benin, um 1500. Bis 2022 in der Afrika-Sammlung des Linden-Museums Stuttgart

2014 hatte das Linden-Museum den größten Zuwachs an Besuchern aller Stuttgarter Museen, mit 115.250 Besuchern (+11,20 % gegenüber 2013), wozu insbesondere die Sonderausstellung über die Inka beigetragen hat.

### Neubauprojekt
Für ein Neubauprojekt wurde schon im Jahre 2012 entschieden. Der Standort war allerdings nicht sicher und das Projekt wurde darum zunächst verworfen. Projektpläne aus dem Juli und August 2019 wurden Ende Februar 2020 vorgestellt. Die Entwürfe stammen von den Architekten Francesca Depfenhart und Jan Moritz Bortt und sollen in Stuttgart-Mitte entstehen. Es ist geplant, dass die Neubaugebäude aus zwei Stockwerken bestehen sollen.

## Vermittlungsbereiche
Das Linden-Museum hat vielfältige Möglichkeiten geschaffen, Wissen und Kultur zu vermitteln, die auf verschiedene Zielgruppen zugeschnitten sind.
Kinder können die Ausstellungen spielerisch erfahren, etwa durch experimentelle Forschungsaufträge oder kindgerechte Medien. Darüber hinaus ermöglichen spezielle Programme wie Führungen, Ferienaktivitäten und Workshops einen altersgerechten Zugang zu Kunst, Kultur und der Geschichte der Sammlungen. Für Kinder und Jugendliche im Alter von 8 bis 14 Jahren gibt es einen Jugendclub, der eine vertiefte Beschäftigung mit ausgewählten Ausstellungen und Sammlungsobjekten ermöglicht. In diesem Rahmen entstehen kreative Projekte wie Themenhefte oder Präsentationen. Schulklassen erhalten die Möglichkeit, an Workshops und Führungen teilzunehmen, die dem Wissensstand der Schülerinnen und Schüler angepasst sind. Zusätzlich gibt es Veranstaltungen zur pädagogischen Weiterbildung, die sich an Lehrerinnen und Lehrer sowie pädagogische Fachkräfte richten.

## Ausstellungen und wissenschaftliche Arbeit

### Initiative für ethnologische Sammlungen
Das Linden-Museum Stuttgart verfügt über die größte Kamerun-Sammlung in Deutschland. Diese umfasste insgesamt 16.670 Inventarnummern, von denen 2023 noch 8871 im Bestand waren. Das Linden-Museum, wie auch das ethnologische Museum am Rothenbaum – Kulturen und Künste der Welt (MARKK) in Hamburg, gestalten ihre Einrichtungen um. Als erstes werden die Afrika-Abteilungen neu konzipiert. Die Kulturstiftung des Bundes unterstützt diesen Wandel von 2018 bis 2022 mit jeweils 1 Mio. Euro. Mit diesen Geldern sollen
- neue Wege in der Kooperation mit den Herkunftsländern und in der Provenienzforschung, sowie
- neue Formen der musealer Präsentation und der Öffnung gegenüber der lokalen Gesellschaft

entwickelt werden.

### Forschungsprojekte
Das Museum ist Partner in nationalen und internationalen Forschungsprojekten: „Schwieriges Erbe – zum museologischen und wissenschaftlichen Umgang mit kolonialzeitlichen Objekten in ethnologischen Museen“ (2016–2018), EU-Projekt „SWICH – Sharing a World of Inclusion, Creativity and Heritage“ (2014–2018), „Mensch-Ding-Verflechtungen in indigenen Gesellschaften: intra- und transkulturelle Prozesse objektbasierten Wissensaustauschs in den Guyanas“ (2014–2017), „Khurasan – Land des Sonnenaufgangs“ (2014–2017). Ferner betreibt das Linden-Museum Stuttgart Provenienzforschung zur NS-Zeit (2016/17).

### Sonderausstellungen
Neben Dauerausstellungen zu außereuropäischen Kulturen zeigt das Museum regelmäßig Sonderausstellungen, darunter:
- „Weltsichten“ – Große Landesausstellung 2011 (17. September 2011 bis 8. Januar 2012)
- „Māori – Die ersten Bewohner Neuseelands“ (1. April – 14. Oktober 2012)[14]
- „Entdeckung Korea! – Schätze aus deutschen Museen“ (13. Oktober 2012 bis 13. Januar 2013)
- „Maya-Code“ (21. Dezember 2012 bis 2. Juni 2013)[15]
- „Julius Euting“ (13. Juli 2013 bis 11. Januar 2014)
- „Inka – Könige der Anden“ (12. Oktober 2013 bis 16. März 2014)[16]
- „Myanmar – Das Goldene Land“ (18. Oktober 2014 bis 17. Mai 2015)
- „Die Welt des Schattentheaters“ (3. Oktober 2015 bis 10. April 2016)
- „Inro“ (19. März 2016 bis 29. Januar 2017)
- „Oishii! Essen in Japan“ (15. Oktober 2016 bis 23. April 2017)
- „Hawai'i – Königliche Inseln im Pazifik“ (14. Oktober 2017 bis 13. Mai 2018)
- „Azteken“ (12. Oktober 2019 bis 3. Mai 2020)[17]
- „Schwieriges Erbe: Linden-Museum und Württemberg im Kolonialismus – Eine Werkstattausstellung“ (16. März 2021 bis 8. Mai 2022)[18][19][20]
- „Chapter Germany – Alltagserfahrungen Tübinger Studierender aus China“ (21. Januar 2022 bis 17. Juli 2022)[21]
- „Ozeanien. Kontinent der Inseln“ (ab 9. April 2022)[22][23]
- „Being in Place. Longing for Heritage in Yangoon, Myanmar“ (6. Mai 2022 bis 30. Oktober 2022)[24]

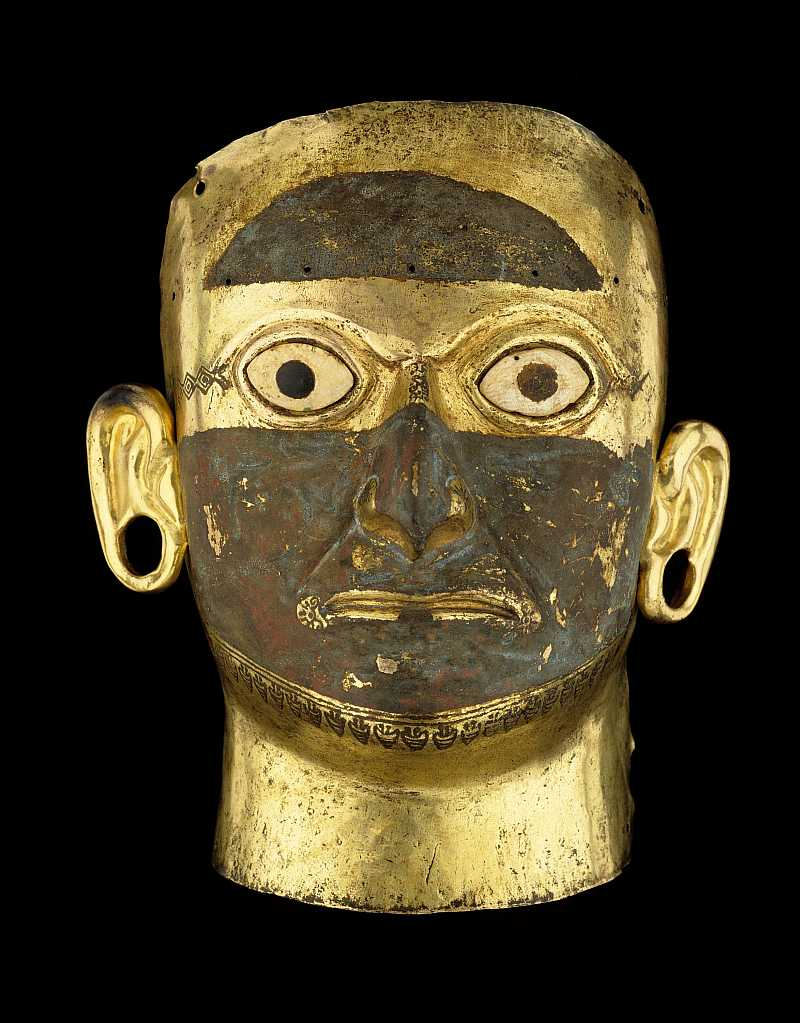
Königsmaske Peru, 4. Jh.

## Direktoren
- Augustin Krämer (1911–1914)
- Theodor Koch-Grünberg (1915–1924)
- Heinrich Fischer (1932–1945 (?), Kustos seit 1911)
- Hans Rhotert (1957–1970)
- Friedrich Kußmaul (1971–1986)
- Peter Thiele (1986–2000)
- Thomas Michel (2001–2009)
- Inés de Castro (seit 2010)

## Publikationen
Abteilungsführer
- Hermann Forkl: Abteilungsführer Afrika. Linden-Museum, Stuttgart 1989, DNB 900503289.
- Ingrid Heermann: Abteilungsführer Südsee. Linden-Museum, Stuttgart 1989, DNB 901097675.
- Johannes Kalter: Abteilungsführer Islamischer Orient. Linden-Museum, Stuttgart 1987, DNB 881134481.
- Gerd Kreisel: Abteilungsführer Südasien. Linden-Museum, Stuttgart 1987, DNB 890209014.
- Axel Schulze-Thulin: Abteilungsführer Amerika. Linden-Museum, Stuttgart 1989, DNB 901097667.

Ausstellungskataloge
- Inés de Castro, Georg Noack (Hrsg.): Myanmar – Das Goldene Land. (= Katalog zur gleichnamigen Ausstellung). Philipp von Zabern, Darmstadt 2014, ISBN 978-3-8053-4823-2.
- Inés de Castro, Jasmin Ii Sabai Günther (Hrsg.): Die Welt des Schattentheaters – Von Asien bis Europa. (= Katalog zur gleichnamigen Ausstellung). Hirmer-Verlag, München 2015, ISBN 978-3-7774-2482-8.
- Inés de Castro, Toko Shimomura, Uta Werlich (Hrsg.): Oishii! Essen in Japan. (= Katalog zur gleichnamigen Ausstellung). Arnoldsche Art Publishers, Stuttgart 2016, ISBN 978-3-89790-468-2.
- Susanne Germann, Uta Werlich (Hrsg.): Inrō – Gürtelschmuck aus Japan/Japanese Belt Ornaments. The Trumpf Collection. (= Katalog zur gleichnamigen Ausstellung). Arnoldsche Art Publishers, Stuttgart 2016, ISBN 978-3-89790-444-6.

Tribus – Jahrbuch des Linden-Museums, seit 1951 (aktuell Nr. 68, 2019)